# Маргарита (персонаж)
Маргари́та — литературный персонаж, главная героиня романа Михаила Булгакова «Мастер и Маргарита».

## Описание

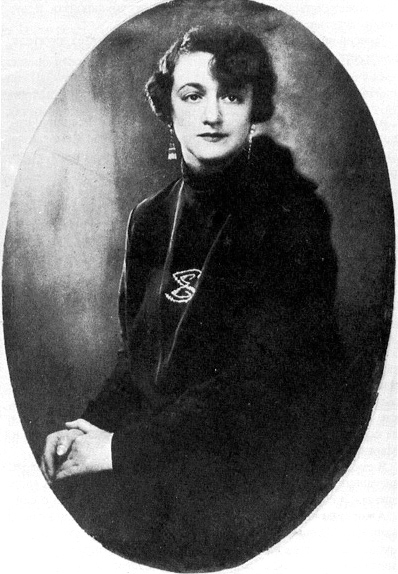
Елена Булгакова (в то время Елена Шиловская) в 1928 году

Из текста романа известно только её имя — Маргарита Николаевна. Молодая, красивая, сильная и мужественная женщина. Носила пиджаки, туфли, красила губы, не обходилась без шляп - при ней были цилиндры. Бездетная. По роду занятий домохозяйка, проживает в центре Москвы, на Старом Арбате, неподалёку от таксофонов на углу улиц преимущественно с аптеками, театрами и пятиэтажными жилыми домами с арками и железными воротами, была замужем за неким известным и богатым военным инженером, которому изменяет, не любит, не ценит, хотя и «относится к нему с уважением». Семья обитает в богатой квартире с прислугой. В квартире в углу стоит телефон, в комнате - стол, трюмо - зеркало для прихорашивания дамы, обязательны пепельницы. На момент основных событий романа ей 30 лет. В ходе сюжета романа влюбляется в писателя, которого называет «Мастером», исполняет роль королевы и хозяйки бала Сатаны и в конце покидает мир в образе ведьмы и уходит вместе с Мастером в место его последнего приюта.
На создание образа Маргариты, по мнению исследователей, повлияли как литературные источники, так и реально существовавшие женщины, в том числе из окружения писателя. По мнению большинства булгаковедов, основным прототипом Маргариты была Елена Сергеевна Булгакова, третья и последняя жена писателя, которую он называл: «Моя Маргарита».

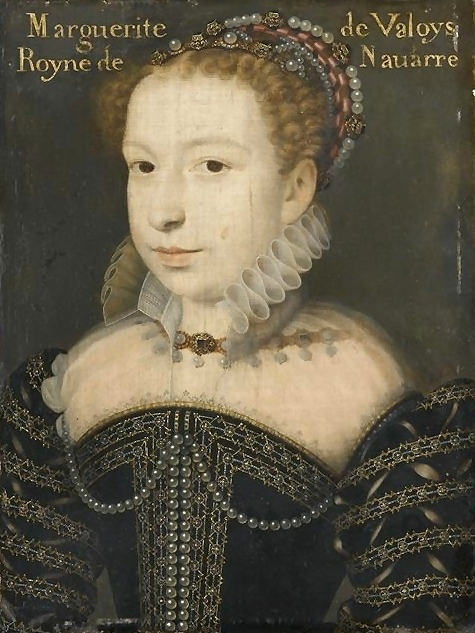
По мнению исследователей, героиню романа Булгакова и Маргариту де Валуа сближает «дерзость в любви и решительность в поступках»

Назвав будущего Мастера в ранней редакции Фаустом, Булгаков затем отказался от идеи прямого указания на трагедию немецкого поэта, однако имя героини гётевского произведения (Гретхен-Маргарита) менять не стал. Работая над романом, Михаил Афанасьевич собирал и изучал материалы ещё о двух носительницах этого имени — Маргарите Наваррской и Маргарите де Валуа.
По словам булгаковеда Лидии Яновской, на Маргариту была похожа третья жена писателя, с которой Булгаков познакомился в 1929 году; их роднят даже такие детали, как «косящий разрез глаз» (у Елены Сергеевны) и «чуть косящая на один глаз ведьма» (героиня романа).
Анна Ахматова, жившая в эвакуации в комнате, которую до неё занимала Елена Булгакова, в 1943 году посвятила своей «предшественнице» строчки: «В этой горнице колдунья / До меня жила одна: / Тень её ещё видна / Накануне новолунья».
Согласно воспоминаниям Владимира Лакшина, в 60-х годах, договорившись по телефону встретиться с Твардовским в редакции «Нового мира», Елена Сергеевна появилась в кабинете через несколько минут — «в весеннем чёрном пальто, в шляпке с легкой вуалью, изящная, красивая»; на вопрос, с помощью какого транспортного средства она столь быстро преодолела расстояние, Булгакова спокойно ответила: «На метле».
По версии Владимира Муравьёва, эпизод первой встречи Мастера с возлюбленной («Она несла в руках отвратительные, тревожные жёлтые цветы») является откликом на знакомство Булгакова с Маргаритой Петровной Смирновой — состоятельной замужней дамой, которую он увидел «весной 1930 или 1931 года» на 1-й Мещанской улице. В то же время Мариэтта Чудакова считала, что история, изложенная Смирновой через сорок шесть лет после смерти Булгакова, относится к легендам, ходившим вокруг писателя, а в сознании Маргариты Петровны переплелись реальные воспоминания и более поздние впечатления, возникшие после чтения романа.
В книге о любви главных героев говорится так:
Любовь выскочила перед нами, как из-под земли выскакивает убийца в переулке, и поразила нас сразу обоих! Так поражает молния, так поражает финский нож! Она-то, впрочем, утверждала впоследствии, что это не так, что любили мы, конечно, друг друга давным-давно, не зная друг друга…
Булгаковская героиня горяча и безоглядна в своих чувствах, поэтому автор, рассказывая о её любви к Мастеру, порой использовал «вульгарную экспрессию»; её реплики, адресованные врагам возлюбленного, резки и эмоциональны. Точно так же Елена Сергеевна, стремясь защитить мужа от нападок, в гневе обещала, что отравит критика Осафа Литовского — автора статьи «Против булгаковщины. Белая гвардия сквозь розовые очки».
Исследователи сравнивают всепоглощающую страсть Маргариты с преданностью Левия Матвея по отношению к Иешуа, отмечая, что её любовь, «как жизнь, всеобъемлюща и, как жизнь, жива»:

Маргарита стала прекрасным, обобщённым и поэтическим образом Женщины, которая Любит… Фантастический образ женщины, так вдохновенно оборачивающейся ведьмой, с яростью её расправы над врагом Мастера Латунским, с её нежной готовностью к материнству, с этим полётом её в ночи… Женщины, которой ничего не стоит сказать чёрту: «Милый, милый Азазелло!» — потому только, что он заронил в её сердце надежду, что она увидит своего возлюбленного.
По одной из версий, одним из возможных московских адресов, куда Булгаков поселил Маргариту, является особняк Листа в Глазовском переулке.

## Образ Маргариты в кинематографе и театре
| Название           | Страна             | Год  | Режиссёр                       | В роли Маргариты                                                        | Примечания             |
| ------------------ | ------------------ | ---- | ------------------------------ | ----------------------------------------------------------------------- | ---------------------- |
| Мастер и Маргарита | Италия · Югославия | 1972 | Александр Петрович             | Мимзи Фармер                                                            |                        |
| Мастер и Маргарита | СССР               | 1977 | Юрий Любимов                   | Нина Шацкая                                                             | спектакль              |
| Мастер             | СССР               | 1987 | Ольга Кознова                  | Елена Романова                                                          | документальный фильм   |
| Мастер и Маргарита | Польша             | 1988 | Мацей Войтышко                 | Анна Дымна                                                              |                        |
| Мастер и Маргарита | Россия             | 1994 | Юрий Кара                      | Анастасия Вертинская                                                    |                        |
| Мастер и Маргарита | Россия             | 2005 | Владимир Бортко                | Анна Ковальчук                                                          | телесериал             |
| Мастер и Маргарита | Венгрия            | 2005 | Ибойя Фекете                   | Регина Мянник                                                           | короткометражный фильм |
| Мастер и Маргарита | Россия             | 2009 | Леонид Полонский Игорь Бунаков | Елена Газаева                                                           | мюзикл                 |
| Мастер и Маргарита | Россия             | 2014 | Софья Сираканян                | Анастасия Макеева Вера Свешникова Теона Дольникова Анастасия Вишневская | мюзикл                 |
| Мастер и Маргарита | Россия             | 2016 |                                | Мария Берсеньева                                                        | спектакль              |
| Мастер и Маргарита | Россия             | 2024 | Михаил Локшин                  | Юлия Снигирь                                                            |                        |

Модели для иллюстраций к книгам
- Изабель Аджани — фотопроект «Мастер и Маргарита» (выставка фотоиллюстраций к роману) 2008 года (Франция, Россия)[14][15]